# Giovanni Prati
Giovanni Prati, född den 27 januari 1814 nära Trient, död den 9 maj 1884 i Rom, var en italiensk skald.
Prati, som tillhörde en gammal adelssläkt, vann juridisk doktorsgrad i Padua, men övergav därefter juridiken. År 1841 blev han med ens berömd genom sin berättande dikt Edmenegarda, en rörande vacker kärlekshistoria, stödd på verkliga tilldragelser. År 1843 utgav han Canti lirici, Canti per il popolo och Ballate samt, på prosa, Lettere a Maria. Vid denna tid kom han i beröring med Karl Albert av Sardinien och gjorde sig till profet för det savojiska kungahusets mission att skapa ett enat Italien. Pratis lyriska alstring fortsattes med Nuovi canti (1844), Memorie e lagrime (samma år, innehållande 100 sorgsonetter), Passeggiate solitarie (1847), Canti politici (1849) med mera. Hans diktning är sprungen ur en patetisk, lidelsefull känsla, som gärna hänger sig åt drömmen. Med hänsyn till rytmisk flykt och versens välklang står han högt. I de episk-filosofiska diktverken Satana e le Grazie (1855), Il conte Riga (1856), Ariberto (1860) med flera sökte Prati belysa världsstriden mellan den uppbyggande och den nedbrytande principen. Under 1860-talet blev han, av personliga och politiska motiv, från en mängd håll angripen och smädad, men hans tidsdikter ägde fortfarande framför samtida skalders förmågan att elektrisera nationen. Han blev 1862 invald i italienska parlamentet och sedermera ledamot av högsta rådet inom undervisningsministeriet. Bland hans senare dikter märks sonettsamlingen Psiche (1876). Hans Opere edite ed inedite är utgivna i 5 band, 1862-1865, i urval 1892.